# 黄俊英 (演员)
黄俊英（1936年10月6日—），广东罗定人，中国曲艺表演家，一級演員，在广州表演工作直至退休，至今仍不时参与电视剧与舞台表演。

## 生平
16岁开始从事表演，并师从粤剧表演艺术家罗品超学习粤剧表演艺术6年；1958年黄俊英到北京参加中国第一届全国曲艺汇演，并接触到北方的相声艺术，因被相声艺术深深吸引便立志把北方的相声南粤化。1983年5月，黄俊英偕同杨达、林运洪和崔凌霄等牵头成立了“广州相声艺术团”，黄俊英任团长。

## 作品
《冒牌医生》、《语言趣谈》、《关公大战方世玉》、《三六九查户口》、《盲公问米》、《呆佬贺中秋》、《新潮打金枝》、《肥仔米》、《一对一》、《老张师傅》、《哈，手机！》、《省港澳大比拼》、《无牌医生》、《真假难分》、《广州话趣》等。

## 資料來源
- 香港亞洲電視新聞報導，2007年5月20日